# SY스틸텍
SY스틸텍 주식회사(영어: SY Steel Tech)는 충청북도 충주시에 본사를 둔 건축자재 기업이다.

### 내용주
1. ↑  공모가 1,800원에 코스닥 시장에 상장